# Noël Darzal
Noël Darzal (né Léon Lazard) est un acteur français, né le 11 mars 1899 à Paris 16e et mort le 29 juillet 1981 à Antibes.

## Filmographie

### Cinéma
- 1925 : Mylord l'Arsouille de René Leprince - Dandy
- 1932 : Sa meilleure cliente de Pierre Colombier - Jimmy
- 1934 : La Dame aux camélias de Abel Gance
- 1935 : Napoléon Bonaparte de Abel Gance - Camille Desmoulins
- 1935 : Les Nuits moscovites de Alexis Granowsky
- 1935 : Les Mystères de Paris de Félix Gandéra
- 1940 : Paradis perdu de Abel Gance
- 1946 : Une femme coupée en morceaux de Yvan Noé
- 1947 : Les Trafiquants de la mer de Willy Rozier
- 1951 : Adhémar ou le Jouet de la fatalité de Fernandel : un passager du train
- 1951 : Coupable ? de Yvan Noé - Ernest - le barman
- 1952 : La Vérité sur Bébé Donge de Henri Decoin - Un joueur de bridge
- 1955 : Ces sacrées vacances de Robert Vernay
- 1956 : Je plaide non coupable de Edmond T. Gréville
- 1957 : Le Cas du docteur Laurent de Jean-Paul Le Chanois : le président du conseil de l'ordre des médecins
- 1959 : Oh ! Qué mambo de John Berry
- 1959 : Pourquoi viens-tu si tard ? de Henri Decoin
- 1959 : Messieurs les ronds-de-cuir de Henri Diamant-Berger - Un joueur de cartes
- 1960 : L'espionne sera à Nouméa de Georges Péclet
- 1961 : La Menace de Gérard Oury
- 1962 : Boulevard de Julien Duvivier
- 1966 : La Grande Vadrouille de Gérard Oury : Lucien
- 1973 : Les Aventures de Rabbi Jacob de Gérard Oury

### Télévision
- 1960 : La caméra explore le temps - épisode : L' assassinat du duc de Guise  de Guy Lessertisseur - Mr de Maintenon
- 1961 : Le Rouge et le Noir de Pierre Cardinal - La voix off
- 1961 : Le Mariage sous Louis XV de Guy Lessertisseur - Le domestique
- 1961 : L'Éventail de Lady Windermere de François Gir - Parker
- 1962 : Le Monsieur de cinq heures de André Pergament - Durand
- 1962 : Candide ou l’Optimisme de Pierre Cardinal - Le cordelier
- 1962 : Le Joueur de François Gir - Le second croupier
- 1962 : Les Cinq Dernières Minutes - série TV : C'était écrit (no 25) de Claude Loursais - Le conservateur
- 1967 : À Saint-Lazare de François Gir - Le bourgeois
- 1967 : Le Vol du Goëland de Jean Kerchbron  - Le commandant de gendarmerie

## Théâtre
- 1922 : Le Souffle du désordre de Philippe Faure-Fremiet, mise en scène Fernand Bastide,   Théâtre des Mathurins